# Sonatine pour violon et violoncelle de Milhaud
Pour les articles homonymes, voir Sonatine pour violon et violoncelle.
La Sonatine pour violon et violoncelle, op. 324, est une œuvre de musique de chambre en duo de Darius Milhaud composée en 1953.

## Présentation
Destinée à Ralph Swickard pour son film A Visit with Darius Milhaud, la Sonatine pour violon et violoncelle de Milhaud est composée à Santa Barbara entre le 10 et le 12 juin 1953,.
L'œuvre est créée par Eudice Shapiro (en) (violon) et Victor Gottlieb (violoncelle), membres de l'American Art Quartet, le 8 juillet 1954 à Santa Barbara, Music Academy of the West,.

## Structure
La Sonatine, d'une durée moyenne d'exécution de sept minutes vingt environ, est constituée de trois mouvements, :
1. Animé ;
2. Modéré ;
3. Vif.

La partition est publiée par Heugel. Dans le catalogue des œuvres de Darius Milhaud, la Sonatine pour violon et violoncelle porte le numéro d'opus 324,.

## Discographie
- Duo mon amour: Ravel, Milhaud, Honegger, Skalkottas, Renate Eggebrecht (en) (violon) et Friedemann Kupsa (en) (violoncelle), Troubadisc 01423, 2000.